# پرودوس اکس ۱۰۱
پرودوس اکس ۱۰۱ (انگلیسی: Produce X 101; کره‌ای: 프로듀스 X 101) یک برنامه واقع‌نمای گروه پسرانه در شبکه ام‌نت و فصل چهارم از فرنچایز پرودوس ۱۰۱ است. عموم مردم که به آنها «تهیه‌کنندگان ملی» گفته می‌شود ۱۱ کارآموز از میان ۱۰۱ کارآموز از ۴۷ شرکت سرگرمی مختلف را برای یک گروه پسرانه انتخاب می‌کنند و رای‌گیری به‌طور زنده انجام می‌شود. تهیه‌کنندگان ملی همچنین به کانسپت گروه، نام گروه و نخستین تک‌آهنگ گروه رای می‌دهند. پرودوس اکس ۱۰۱ از ۳ مه تا ۱۹ ژوئیه ۲۰۱۹ برای ۱۲ قسمت پخش شد. نام گروه پسرانه تشکیل شده در این برنامه اکس‌وان است و در ۶ ژانویه ۲۰۲۰ منحل شد.

## عوامل
پرودوس اکس ۱۰۱ توسط لی دونگ-ووک اجرا شد. هنرمندان دیگری که در این برنامه حضور داشتند:

### مربی‌های وکال:
- لی سوک هون
- شین یو می

### مربی‌های رقص:
- به یون جونگ
- کوان جه سونگ
- چوی یونگ جون

### مربی رپ:
- چیتا

### مربی‌های مهمان:
- مربی وکال یک روزه: سویو (قسمت‌های ۱–۲)
- مربی گروه اکس بتل رپ: لی جو هون (قسمت‌های ۳–۴)